# ポルピュリオスの樹

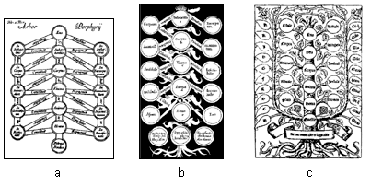
Three Porphyrian trees by Purchotius (1730), Boethius (6th century), and Ramon Llull (ca. 1305).

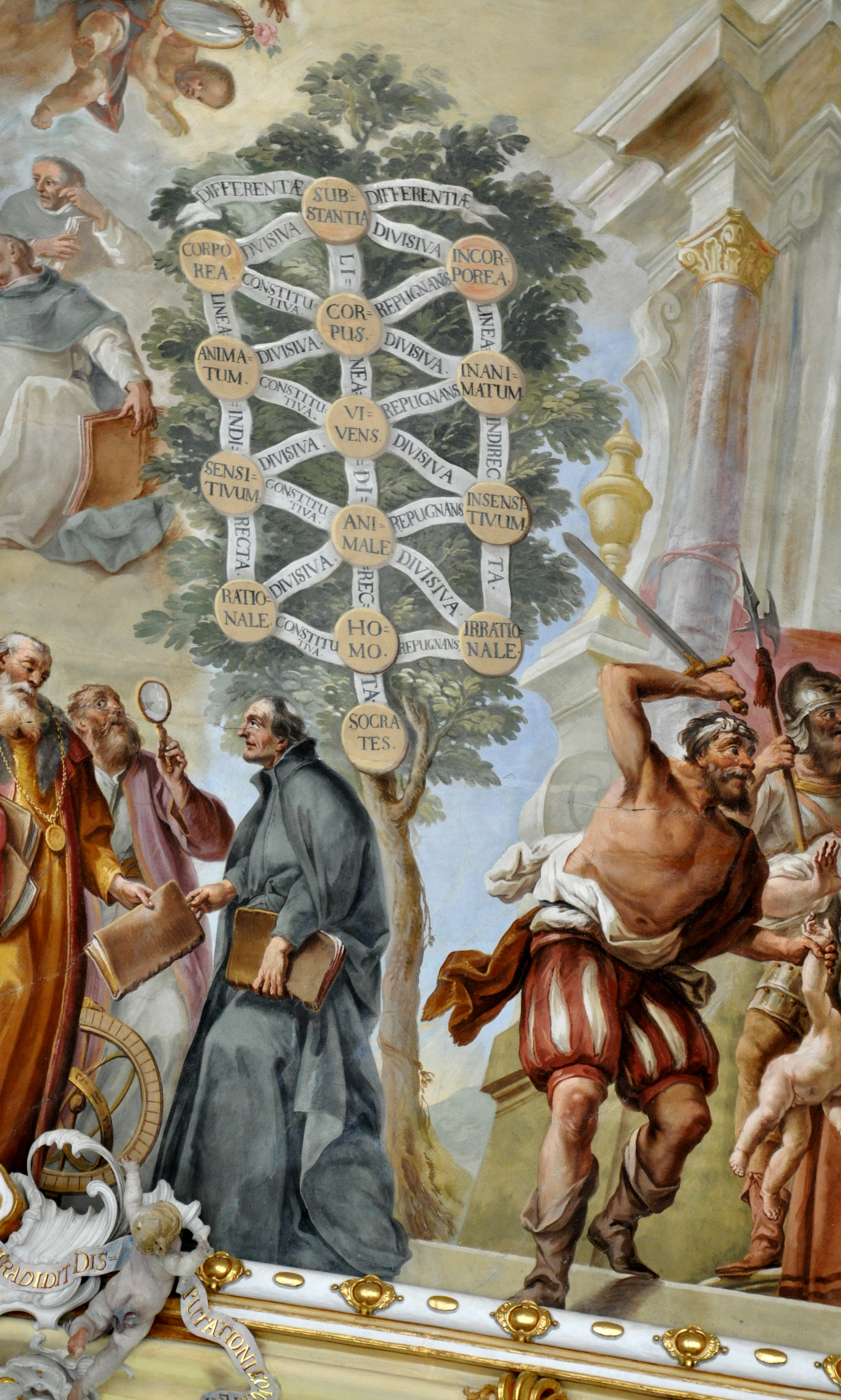
シュッセンリー修道院の図書館にあるポルピュリオスの樹のフレスコ画（18世紀）

ポルピュリオスの樹（ぽるぴゅりおすのき、ラテン語: Arbor porphyriana、英語: Porphyrian tree）は、プラトン派のポルピュリオスが考案した樹形図。古典的な認識論的分類システムの一つ。範疇論の古典として知られるアリストテレスの『範疇論』とその入門書であるポルピュリオスの『エイサゴーゲー』は、その両方がポルピュリオスの樹を基礎として議論を展開した。更にそれらの起源は、プラトンの「ディアイシス」の概念まで遡る。

## 批判
ルートヴィヒ・ウィトゲンシュタインは、特定のカテゴリーの階層的分類が不可能であると主張し、代替案として家族的類似の概念を導入した。
ミシェル・フーコーは、『言葉と物』で、ポルピュリオスの樹は、空間性と時間性に拘束されていると批判している。また、フーコーは、『知の考古学』において、ポルピュリオスの樹の恣意性を指摘している。
ポストモダンからの他の批判には、知識の比喩として根茎を用いたドゥルーズとガタリのものがある。

## ノート
1. ↑  James Franklin, "Aristotle on Species Variation", Philosophy, 61:236 (April 1986), pp. 245-252.